# Carmen Posadas
Carmen Posadas (sinh ngày 13 tháng 8 năm 1953, Montevideo) là một tác giả đoạt giải thưởng người Uruguay - Tây Ban Nha. Cô cũng viết kịch bản cho phim và truyền hình. Cô là người từng nhận giải Premio Planeta de Novela.

## Đời sống
Carmen Posadas sinh ra ở Montevideo năm 1953, là con gái của một nhà ngoại giao người Uruguay. Cô đã sống ở Madrid từ năm 1965. Ngoài Madrid, cô cũng đã sống ở nhiều thành phố thủ đô bao gồm Moscow, Buenos Aires và London nơi cha cô là đại sứ.
Carmen Posadas đến học tại Đại học Oxford nhưng đã rời đi trước khi tốt nghiệp khi kết hôn với Rafael de Cueto. Họ có hai con, Sofía (1975) và Jimena (1978). Sau đó, cô ly dị de Cueto và kết hôn với Mariano Rubio. Năm 1985, cô được cấp quốc tịch Tây Ban Nha. Năm 1988, cô trở thành người dẫn chương trình trên đài truyền hình công cộng Tây Ban Nha RTVE.
Carmen Posadas bắt đầu sự nghiệp văn học của mình vào năm 1980 viết sách cho trẻ em. Năm 1984, cô đã giành giải Premio Nacional de Literatura (giải thưởng văn học Tây Ban Nha). Năm 1996, cô xuất bản cuốn tiểu thuyết đầu tiên của mình, Cinco Moscas Azules (Five Blue Flies), một trong những cuốn sách nguyên bản và thành công nhất trong năm. Cuốn tiểu thuyết thứ hai của cô, Pequeñas infamias (Little Indiscretions), đã giành giải thưởng Planeta đáng thèm muốn vào năm 1998. Kể từ đó, cô đã bán được hơn một triệu bản tại hơn năm mươi quốc gia và cô đã được dịch sang 23 ngôn ngữ. Những cuốn sách thành công gần đây là "Trò chơi trẻ em" và "Dải băng đỏ".
Anh trai của Carmen Posadas, Gervasio Posadas, cũng là một tiểu thuyết gia từng đoạt giải thưởng.